# Stizocera delicata
Stizocera delicata är en skalbaggsart som beskrevs av Steven W. Lingafelter 2004. Stizocera delicata ingår i släktet Stizocera och familjen långhorningar. Inga underarter finns listade i Catalogue of Life.